# Léon Moussinac
Léon Moussinac (Migennes, 19 gennaio 1890 – Parigi, 10 marzo 1964) è stato uno scrittore, critico cinematografico e giornalista francese.

## Biografia

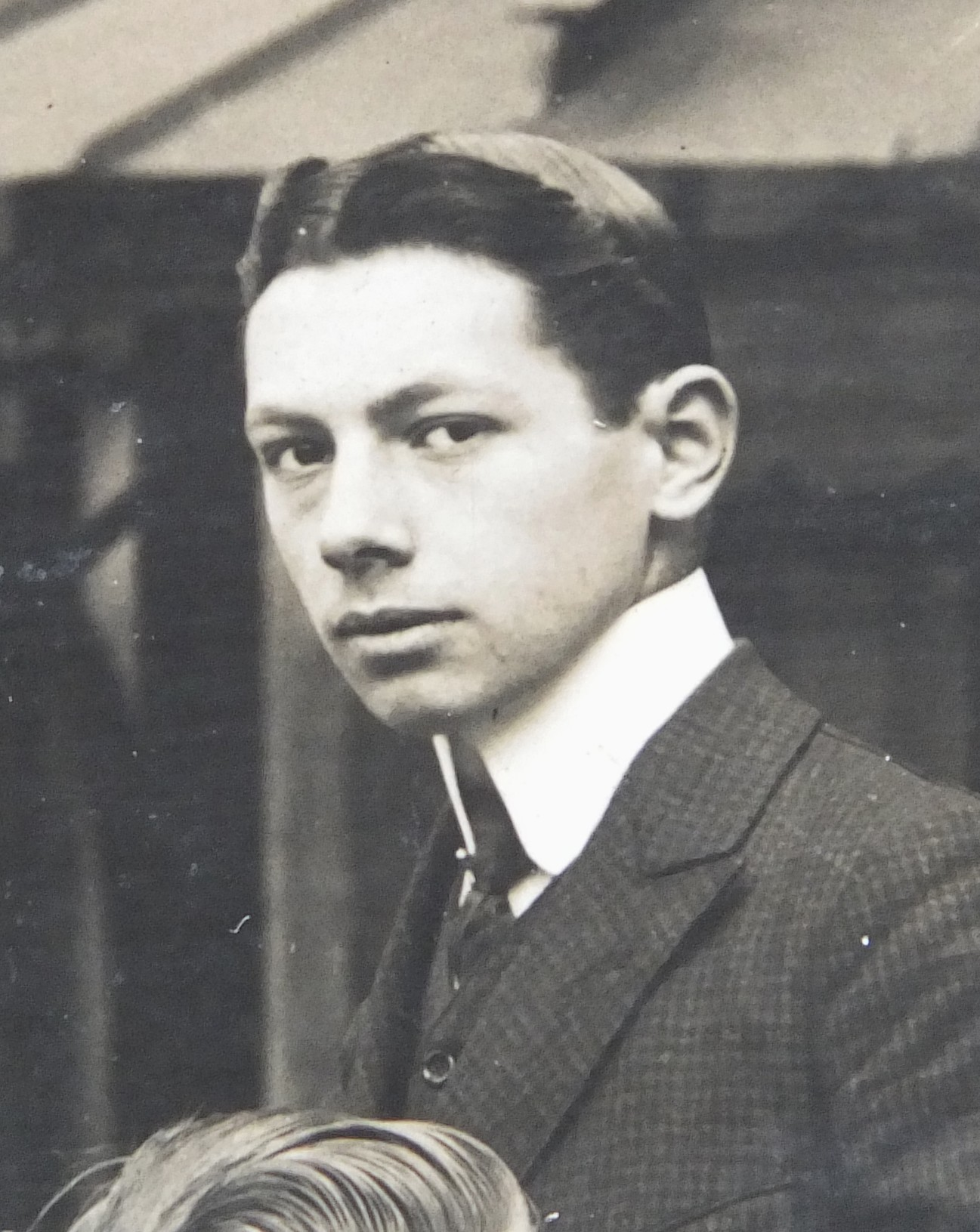
Léon Moussinac nel 1907

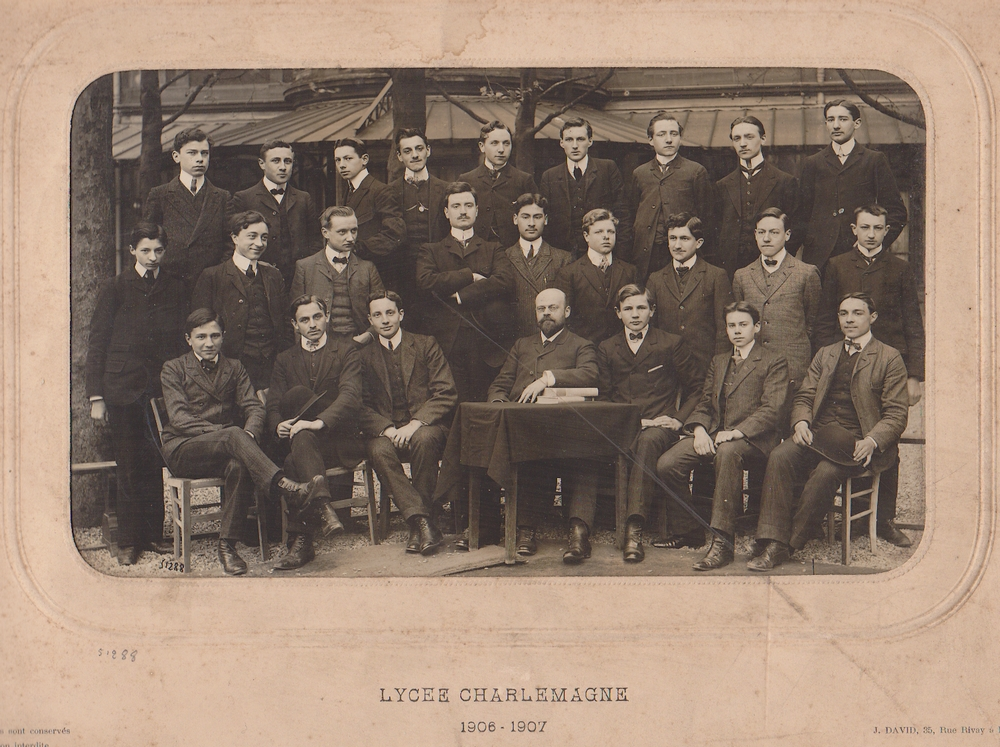
Foto di gruppo del Liceo Charlemagne nel 1906-1907 (Léon Moussinac è il terzo in piedi da sinistra)

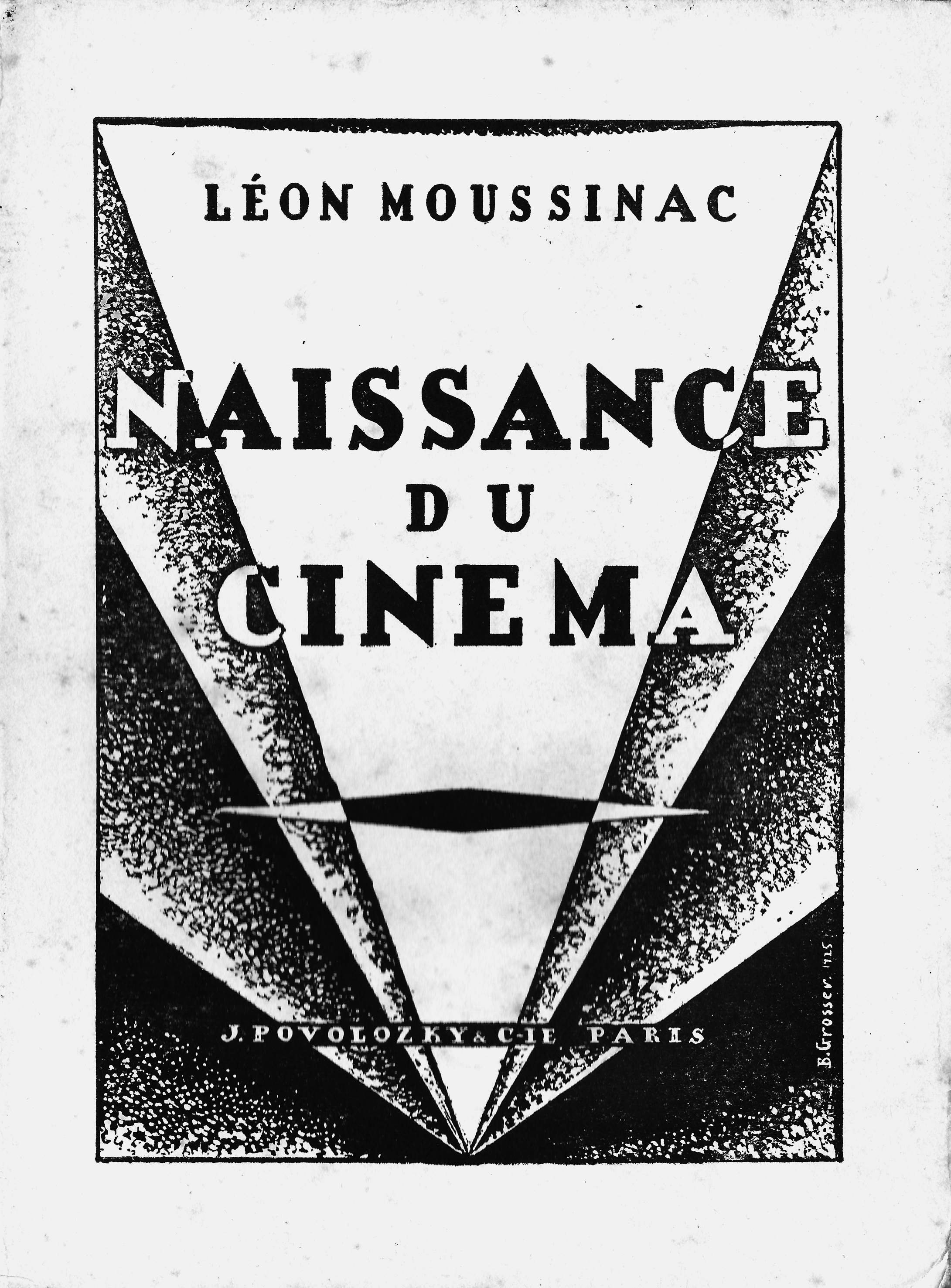
La copertina del libro Nascita del cinema (Naissance du cinéma, 1925)

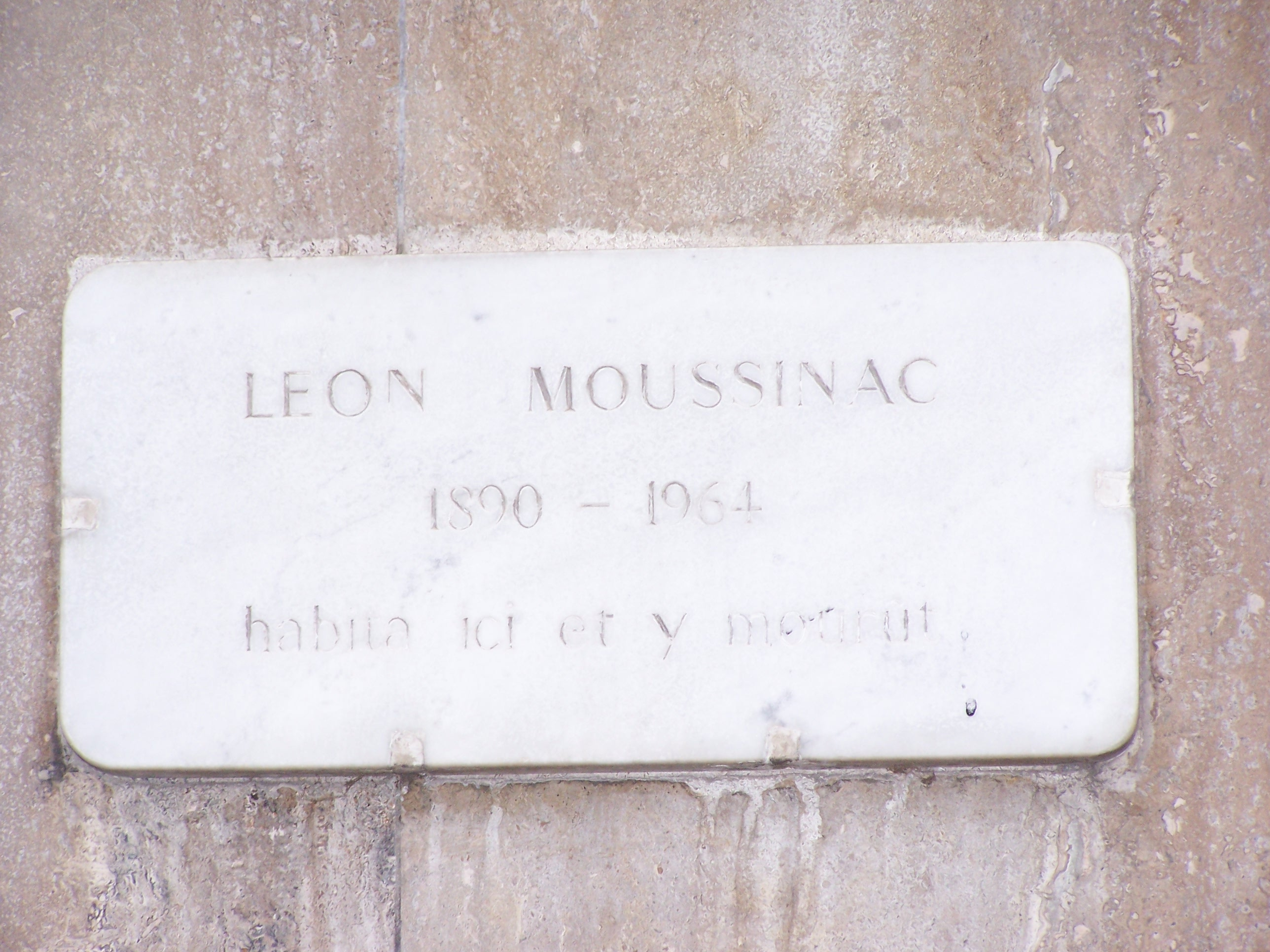
Targa commemorativa di Léon Moussinac, a Parigi

Léon Moussinac, critico, teorico del cinema francese e del teatro, oltre che animatore culturale, nacque a Migennes il 19 gennaio 1890, figlio di un ispettore ferroviario e sindacalista, che morì quando Léon aveva diciassette anni.
Costretto a lavorare per mantenere la famiglia, continuò però i suoi studi, ottenendo dapprima una laurea in giurisprudenza e poi frequentando la facoltà di letteratura.
Fu uno dei pionieri della critica e della teoria del cinema, e tra i maggiori rappresentanti di quel movimento teorico di riconoscimento della nuova forma artistica e della sua missione che si diffuse in Francia negli anni venti.
Dopo aver terminato i suoi studi umanistici, si avvicinò al mondo della critica, incominciando dal 1909 con la pubblicazione di articoli su La Revue Française, ma la sua collaborazione fu sospesa per otto anni a causa del servizio militare, prima di leva e successivamente nella prima guerra mondiale.
I suoi primi articoli riguardanti il cinema furono pubblicati nel 1919 in Le Film, una rivista fondata da Louis Delluc.
Soprattutto studiò l'innovazione apportata dal cinema che Moussinac giudicava assieme all'amico Ricciotto Canudo, una "settima arte", capace di integrare
le peculiarità delle altre arti in una forma nuova e contemporanea.
Nel 1921 fu tra i fondatori a Parigi, insieme a Canudo, del CASA (Club des Amis du septième art), diventato poi il Ciné-Club de France, che ebbe il compito di proiettare importanti opere di cineasti francesi e stranieri, quali Louis Delluc, Jean Renoir, Alberto Cavalcanti, Jean Epstein, Sergej Michajlovič Ėjzenštejn, in numerosi teatri di Parigi.
Dal 1920 al 1927 curò la prima rubrica dedicata interamente al cinema sull'importante rivista letteraria Mercure de France, curò la prima mostra specificamente dedicata al cinema, al Musée Galliera nel marzo 1924, e organizzò convegni internazionali.
Inoltre, negli stessi anni scrisse nella rivista fondata da Canudo (1922), La Gazette des sept arts, e firmò la voce Cinégraphie per il famoso Manifeste des Sept Arts.
In quel periodo scrisse: «mentre la nostra passione per il cinema è radicata nelle sue tremende possibilità espressive da un punto di vista artistico, comanda anche il nostro interesse a causa dell'importante ruolo che è chiamato a svolgere nel campo dell'educazione.»
Moussinac si impegnò anche alla promozione del cinema sovietico in Francia, ed essendo iscritto al Partito Comunista Francese, dal 1922 al 1933 collaborò con il giornale del partito L'humanité.
Nel 1927, dopo un soggiorno in Unione Sovietica e dopo aver conosciuto Sergej Michajlovič Ėjzenštejn, pubblicò il libro Le cinéma soviétique (1928) e in seguito la raccolta di scritti e testimonianze Sergej Michajlovič Ėjzenštejn (1964).
Divulgò con intelligenza gli sviluppi dell'arte del teatro da La scenografia teatrale (La décoration théâtrale, 1922) a Trattato sulla regia (Traité de la mise en scène, 1948).
Nei suoi primi saggi teorici sul cinema, intitolati Nascita del cinema (Naissance du cinéma, 1925) e Cinema: espressione sociale (Cinéma: expression sociale, 1926), Moussinac, influenzato dalle teorie del regista cinematografico e critico Louis Delluc e dal regista e teorico del cinema Jean Epstein, attribuì all'arte cinematografica, date le modalità particolari di coinvolgimento dello spettatore, la capacità di trasmettere l'immagine della contemporaneità.
A differenza di Canudo infatti, Moussinac vide nel cinema una tendenza realista, che descrive la realtà e le sue contraddizioni.
Dopo il suo soggiorno sovietico, gli studi e le teorie cinematografiche di Moussinac si aggiornarono e in Panoramique du cinéma (1929), focalizzò l'attenzione nel montaggio, attività di sintesi di scienza e arte, messo in evidenza dal cinema.
Soprattutto ricevette l'influenza dell'opera di Dziga Vertov, cui dedicò numerosi saggi sostenendo le grandi potenzialità del cinema per rappresentare la realtà in modo creativo.
Durante la seconda guerra mondiale partecipò alla Resistenza francese, dopo di che ottenne incarichi importanti: dal 1946 al 1959 fu direttore dell'École Nationale supérieure des Arts Décoratifs, mentre dal 1947 al 1949 fu direttore generale dell'Institut des Hautes Études Cinématographiques (1947-49).
In quegli anni pubblicò L'età ingrata del cinema (L'âge ingrat du cinéma, 1946), e nel corso della sua carriera fu anche romanziere e poeta, regista teatrale e cultore di arti applicate.
Léon Moussinac morì a Parigi il 10 marzo 1964.

## Opere
- La scenografia teatrale (La décoration théâtrale, 1922), saggio;
- Ultima ora (Dernière heure, 1923), poesie;
- Nascita del cinema (Naissance du cinéma, 1925), saggio;
- Cinema: espressione sociale (Cinéma: expression sociale, 1926), saggio;
- Il padre Giulio (Le Père Juillet, 1927), tragedia;
- Il cinema sovietico (Le cinéma soviétique, 1928), saggio;
- Panoramica del cinema (Panoramique du cinéma, 1929), saggio;
- Prima la testa (La Tête la première, 1931), romanzo;
- Evento vietato (Manifestation interdite, 1935), romanzo;
- I campi di Moe (Les Champs-de-Moë, 1945), romanzo;
- Poemi impuri: 1934-1944 (Poèmes impurs: 1934-1944, 1945), poesie;
- Lame clandestine (Aubes clandestines, 1945), poesie;
- L'età ingrata del cinema (L'âge ingrat du cinéma, 1946), saggio;
- La statua del sale (Les Statues de sel, 1947), novelle;
- Trattato sulla regia (Traité de la mise en scène, 1948), saggio;
- Sergej Michajlovič Ėjzenštejn (1964), saggio.